# Buk (Chorwacja)
Buk – wieś w Chorwacji, w żupanii pożedzko-slawońskiej, w mieście Pleternica. W 2011 roku liczyła 192 mieszkańców.